# Every Party
Every Party (エブリパーティ?) es un videojuego desarrollado por Game Republic y publicado por Microsoft Game Studios a finales de 2005 para Xbox 360. Únicamente llegó al mercado japonés.

## Jugabilidad
El juego se desarrolla en partidas sobre tableros donde hasta 4 jugadores compiten por ser el primero en alcanzar la meta. Cada tablero se caracteriza por tener múltiples rutas, algunas de ellas cortas y complicadas, mientras que otras son más largas pero a su vez más sencillas de recorrer. También hay diferentes minijuegos que pueden desarrollarse durante el juego, similar a los juegos de Mario Party.
Antes de comenzar la partida, los jugadores eligen un personaje a usar y lo personalizan con una variedad de objetos y accesorios desbloqueables, conseguidos durante las partidas anteriores. En las partidas en línea a través de Xbox Live, estos desbloqueables proveen de una única apariencia al jugador, pudiéndose comparar con otros jugadores.

### Ruletas
Los jugadores se desplazan por el tablero haciendo girar ruletas y moviéndose según el número conseguido, aunque los jugadores pueden coleccionar diferentes ruletas durante el transcurso del juego y seleccionar la ruleta a usar en cada turno. Hay 37 ruletas diferentes, cada una con los números distribuidos de diferente manera, permitiendo usar distintas estrategias para intentar conseguir el número deseado. Los jugadores pueden guardar 5 ruletas diferentes simultáneamente.
Algunas ruletas contienen espacios estrella. Si la ruleta se para en una de estos espacios, el jugador puede recibir un bonus o una penalización. Si bien esto puede ser útil en determinadas circunstancias, estos espacios suelen tener poco o ningún movimiento que pueda acompañar, por lo que en última instancia, puede impedir la progresión del jugador hacia la meta.

### Medallas
Como añadido al coleccionismo de ruletas, los jugadores también pueden recolectar medallas (frecuentemente referidas como "monedas", debido a su parecido con monedas de oro). Estas medallas son usadas como medio de pago para cruzar determinados obstáculos, evitar ciertos efectos negativos, o realizar diversas compras (a menudo codiciadas ruletas).

## Desarrollo
Los personajes del juego fueron diseñados por el escritor y diseñador de manga Momoko Sakura, conocido por su trabajo en Chibi Maruko-chan.

## Recepción
Como el título fue realizado únicamente en Japón, muchas websites inglesas analizaron el juego pero descuidando realizar un análisis completo. Como aspectos positivos del juego lo más destacado es el modo en línea personalizable y un estilo artístico único. Los aspectos negativos se centran en los largos tiempos de espera, gráficos anticuados y minijuegos excesivamente simples.
Notas de análisis japoneses:
- Weekly Famitsū: 30 sobre 40 (75%)[2]
- Famitsū Xbox 360: 24 sobre 40 (60%)